# 山后省

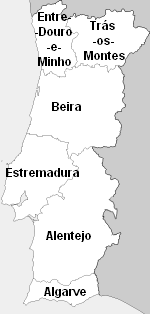
中世纪六省

山后（葡萄牙語：Provincia de Tras-os Montes，葡萄牙語發音：[ˌtɾaz‿uʒ‿ˈmõtɨʃ]）是葡萄牙中世纪的省份之一。为杜罗河以北，塔梅加河以东的地区。
在1936年的行政区划中为山后-上杜罗省。覆盖区域是今天葡萄牙区划的布拉干萨区（全部）、雷亚尔城区（全部）、维塞乌区（部分）和瓜达区（部分），即NUTS 3的山后地区、上塔梅加、杜罗三个城际共同体。